# Pulo Blang (Darul Ihsan)
Pulo Blang is een bestuurslaag in het regentschap Aceh Timur van de provincie Atjeh, Indonesië. Pulo Blang telt 917 inwoners (volkstelling 2010).